# 13,2 × 99 mm Type 93
La 13,2 × 99 mm Type 93 è stata una cartuccia per mitragliatrice pesante progettata e prodotta dall'Impero giapponese sulla falsariga di una munizione paricalibro francese, acquisita assieme alla mitragliatrice Hotchkiss Mle 1929 contraerea. Cominciò a essere utilizzata nel 1933 e rimase in servizio sino al termine della seconda guerra mondiale

## Caratteristiche
La cartuccia presentava una conformazione classica. Il bossolo era in ottone e modellato a collo di bottiglia rastremato, senza collarino: era lungo 99,1 mm. Il diametro del collo o colletto misurava 14,5 mm, il collarino aveva un diametro 20,1 mm mentre il fondello era leggermente più largo, 20,3 mm. Sul fondello era presente l'innesco a percussione centrale "Berdan" con due fori di vampa. La cartuccia completa pesava circa 116 grammi e misurava circa 135,5 mm; erano disponibili diversi tipi di proiettile, che rappresentavano circa un terzo del peso: perforante (51,8 grammi), tracciante (46 grammi), da esercitazione (51,8 grammi) e incendiario, disponibile sia in 49,6 grammi, sia in 44,5 grammi. Entrambi i colpi incendiari erano caricati con 3,5 grammi di esplosivo.
A seconda della natura del proiettile, il bossolo era rispettivamente segnato con marchiatura bianca, gialla, nera e arancione. I proiettili erano tutti lunghi 6,2 cm. La carica di lancio era formata da 15 grammi di mistura comburente detta "Type 95", che quando innescata sviluppava una pressione di 3000 kg/cm² nella camera di scoppio e garantiva al proiettile una velocità d'uscita di 805 m/s.
La cartuccia 13,2 × 99 mm Type 93 fu impiegata primariamente dalla mitragliatrice pesante Type 93 in dotazione alla Marina imperiale giapponese. Fu altresì impiegata dalla Type 3, arma automatica montata nelle semiali di alcuni caccia nipponici, e su una poco nota mitragliatrice pesante "Type 92" da carro armato, installata solo sul tankette Type 92 Jyū-Sokosha.